# The Smurfs (desenho animado)
The Smurfs (no Brasil como Os Smurfs e em Portugal Os Estrunfes ou Os Smurfs) é uma série de desenho animado americana-belga, produzido pela Hanna-Barbera e criado pelo cartunista Peyo. A série foi exibida pela NBC em 12 de setembro de 1981 e terminou em 2 de dezembro de 1989, baseado na série de quadrinhos belga de mesmo nome, criado pelo cartunista belga Peyo (que também serviu como supervisor da história desta adaptação) e foi ao ar por 256 episódios com um total de 418 histórias, excluindo três episódios de cliffhanger e sete especiais.

## Transmissão
No Brasil, a série foi transmitida pela TV Globo na década de 1980 nos programas infantis como Balão Mágico e Xou da Xuxa, com a dublagem original brasileira Herbert Richers. Foi transmitido também pelo SBT e pela RedeTV! no final dos anos 90. 
Recentemente, também foi reprisado pelo canal Gloob em uma nova dublagem feita pelo estúdio paulista Dublavideo, e foi exibida em 15 de junho de 2012. A série foi lançado no canal oficial YouTube Brasil em 27 de novembro de 2015. Em 1 de maio de 2019, a série foi disponibilizado pela Netflix, e foi removida em 12 de agosto de 2022.
Em Portugal, a série foi transmitida pela RTP1 em 1983 com dobragem portuguesa feita pela Nacional Filmes sob o nome Os Estrunfes, ficando lost media, embora com muita popularidade na altura. Mais tarde foi reposta na TVI e lançado em DVDs em 2004 com uma nova dobragem portuguesa feita pela Somnorte sob o nome Os Smurfs, sendo esta a dobragem mais conhecida pelos portugueses. Na década de 2010 foi reposta na SIC K com a mesma dobragem da Somnorte.

## História
Em 1976, Stuart R. Ross, um empresário americano de mídia e entretenimento que viu os Smurfs enquanto viajavam pela Bélgica, entrou em acordo com a Editiora Dupuis e Peyo, adquirindo direitos norte-americanos e outros direitos aos personagens, cujo nome original era "Les Schtroumpfs". Posteriormente, Ross lançou os Smurfs nos Estados Unidos em associação com uma empresa californiana, Wallace Berrie and Co., cujas bonecas, bonecos e outros produtos Smurfs se tornaram um grande sucesso popular. A filha do presidente da NBC, Fred Silverman , Melissa, tinha uma boneca Smurf própria que ele havia comprado para ela em uma loja de brinquedos enquanto visitavam Aspen, Colorado. Silverman achava que uma série baseada nos Smurfs poderia ser uma boa adição à sua programação de sábado à manhã.
O desenho animado da manhã de sábado Os Smurfs, produzido pela Hanna-Barbera Productions em associação com a SEPP International SA (1981—1987) e Lafig SA (nos anos de 1988 e 1989), estreou na NBC em 1981. A série se tornou um grande sucesso para a rede e um dos corrida mais bem sucedidos e os mais longos desenhos animados sábado de manhã na história da televisão, desova de spin-off especiais de televisão sobre uma base quase anual. Os personagens incluíam Papai Smurf, Smurfette, Brainy Smurf, o malvado Gargamel, seu gato Azrael, e Johan e seu amigo Peewit. Os Smurfs foi indicado várias vezes para o Daytime Emmy Awards e ganhou o Outstanding Children's Entertainment Series em 1982—1983.
Em 1989, a NBC mudou o formato do programa, removendo alguns dos Smurfs da floresta e omitindo a vila dos Smurfs. Essas alterações foram adotadas para um formato de tempo perdido semelhante ao The Time Tunnel. O show foi cancelado por causa da diminuição de audiência devido a insatisfação dos espectadores com a mudança. Além disso, executivos da NBC preparou uma Hoje programa de fim de semana aos sábados, bem como programações para adolescentes, como Saved by the Bell, que veio mais tarde e levou à eliminação de manhã animado mostra Sábado das crianças. O show continuou até 2 de dezembro de 1989 na rede da NBC.

## Vozes e Personagens
- Charlie Adler – Natural "Nat" Smurfling (1985–1989)
- Jack Angel – Enchanter Homnibus (1982–1988)
- Marlene Aragon
- Bob Arbogast
- René Auberjonois
- Ed Begley, Jr.
- Bernard Behrens
- Michael Bell – Grouchy Smurf, Handy Smurf, Lazy Smurf, Johan (1982–1988), additional voices
- Gregg Berger
- Mel Blanc
- Lucille Bliss – Smurfette
- Susan Blu – Nanny Smurf (1988), Pansy
- Sorrell Booke
- Greg Burson
- Ruth Buzzi
- William Callaway – Clumsy Smurf, Painter Smurf, additional voices
- Joey Camen – Natural Smurf (1983–1985)
- Hamilton Camp – Greedy Smurf, Harmony Smurf, Woody, additional voices
- Roger C. Carmel
- Mary Jo Catlett
- William Christopher – Angel Smurf
- Philip L. Clarke
- Selette Cole
- Henry Corden – Grako (Ep. "The Magic Fountain")
- Tandy Cronyn
- Peter Cullen – Zeus (1989)
- Brian Cummings
- Jim Cummings – Sultan of Sweets (1989)
- Keene Curtis – Lord Balthazar
- Jennifer Darling – Princess Sabina
- Leo De Lyon
- Patti Deutsch
- Richard Dysart
- Marshall Efron – Sloppy Smurf
- Richard Erdman
- Bernard Erhard – Timber Smurf
- June Foray – Jokey Smurf, Mother Nature, Gargamel's mother, additional voices
- Pat Fraley – Tuffy Smurf (1984)
- Steve Franken
- Linda Gary – Dame Barbara, Chlorhydris (all episodes except "My Smurfy Valentine")
- Richard Gautier – Wooly Smurf
- Henry Gibson
- Ed Gilbert
- Patty Glick
- Danny Goldman – Brainy Smurf
- Ernest Harada
- Phil Hartman
- Bob Holt – The King (1982–1985)
- Jerry Houser
- John Ingle
- Tony Jay – Merlin (1989)
- Arte Johnson – Devil Smurf
- Marvin Kaplan – Gordy (Ep. "Farmer's Genii")
- Zale Kessler
- Aron Kincaid
- Kip King – Tailor Smurf
- Paul Kirby – Narrator (1985–1989)
- Robbie Lee
- Ruta Lee – Morgan Lafay (1989)
- Marilyn Lightstone
- Allan Lurie
- Norma MacMillan – Brenda (1983)
- Tress MacNeille – Blue Eyes' mother
- Patty Maloney - Blue Eyes
- Kenneth Mars – Harmony Smurf, King Bullrush, Yves, Julius Geezer (1989)
- Mona Marshall – Andria (1983)
- Amanda McBroom – Chlorhydris (Ep. "My Smurfy Valentine")
- Cindy McGee
- Julie McWhirter – Baby Smurf (1986–1989), Sassette Smurfling (1985–1989)
- Allan Melvin
- Don Messick – Papa Smurf, Azrael, Dreamy Smurf, Sickly Smurf (1983), Sweepy Smurf, additional voices
- Sidney Miller
- Larry Moss
- Pat Musick – Snappy Smurfling (1985–1989)
- Noelle North – Slouchy Smurfling (1985–1988)
- Alan Oppenheimer – Vanity Smurf, Father Time
- Patricia Parris – Acorn
- Rob Paulsen – Marco Smurf (1985)
- Clare Peck
- Vic Perrin
- Henry Polic II – Tracker Smurf
- Philip Proctor – King Gerard
- Dan Radloff – Sneaky Smurf, Spy Smurf, Stinky Smurf
- Robert Ridgely
- Neil Ross
- Joseph Ruskin
- Will Ryan – The Wartmongers
- Michael Rye – Morlock
- William Schallert
- Ronnie Schell
- Marilyn Schreffler
- Avery Schreiber
- Mimi Seton
- Susan Silo – Petaluma (1986)
- Hal Smith – Sludge
- Kath Soucie – Adella (1987), Ali Baby (1989)
- John Stephenson – The Evil Imp and The Spirit of the Ancient Trolls (Ep. "Smurfette's Dancing Shoes")
- Kris Stevens – Narrator (1981–1985)
- Andrea Stoddart
- Andre Stojka
- Dee Stratton
- Russi Taylor – Smoogle (1988–1989), Brenda (1986)
- Fred Travalena
- Brenda Vaccaro – Scruple (1986–1989), Architect Smurf, Ripple
- Janet Waldo – Hogatha
- B.J. Ward
- Lennie Weinrib – Bigmouth
- Frank Welker – Hefty Smurf, Clockwork Smurf, Peewit (1982–1989), Poet Smurf, Puppy (1985–1988), Wild Smurf (1987–1989), Nemesis (1988), Darkness Monster, Sandman, additional voices
- Paul Winchell – Gargamel, Baby Smurf, Nosey Smurf
- Jonathan Winters – Grandpa Smurf (1986–1989)
- Francine Witkin – Lady Luck, Ripple
- Alan Young – Miner Smurf, Farmer Smurf, Scaredy Smurf, additional voices

## Produção
O trabalho de produção terceirizado foi feito pela Wang Film Productions / Cuckoo's Nest Studios e, apenas para a 7ª temporada, pela Toei Animation.

## Sindicação
O show foi distribuído anteriormente pela Worldvision Enterprises (agora CBS Television Distribution). Ele agora é distribuído pela Warner Bros. Television Distribution, já que a Time Warner é a atual proprietária de todas as propriedades da Hanna-Barbera, tendo-as herdado em sua fusão em 1996 com a Turner Broadcasting System.
A série é um acessório de longa data do Boomerang da Turner.
Uma versão de recompilação de meia hora para distribuição foi transmitida sob o título Smurfs Adventures (geralmente é a versão vista no Boomerang). Embora cada temporada tivesse sua própria música de abertura durante a transmissão original, as exibições geralmente usam uma versão abreviada da abertura da 4ª temporada, onde Gargamel diz: "Devastar a terra como nunca, destruição total de montanha a costa".

## Reboot
Em 2017, as empresas belgas IMPS e Dupuis Audiovisuel iniciaram a produção de uma série atualizada dos Smurfs com animação CG, semelhante do filme Smurfs: The Lost Village. A série fez sua estreia mundial, no canal OUFtivi da RTBF na Bélgica, em 18 de abril de 2021. Nos Estados Unidos, estreou na Nick & Nicktoons em setembro de 2021.